# Wie schön du bist
Wie schön du bist is een nummer van de Duitse zangeres Sarah Connor uit 2015. Het is de eerste single van haar negende studioalbum Muttersprache.
Connor, die aanvankelijk in het Engels zong, schakelde met "Wie schön du bist" over naar haar moedertaal Duits. Het nummer werd een hit in het Duitse taalgebied, en haalde de 2e positie in Duitsland. In Nederland wordt het nummer enkel gedraaid door enkele regionale radiostations.